# Barco de Kyrenia

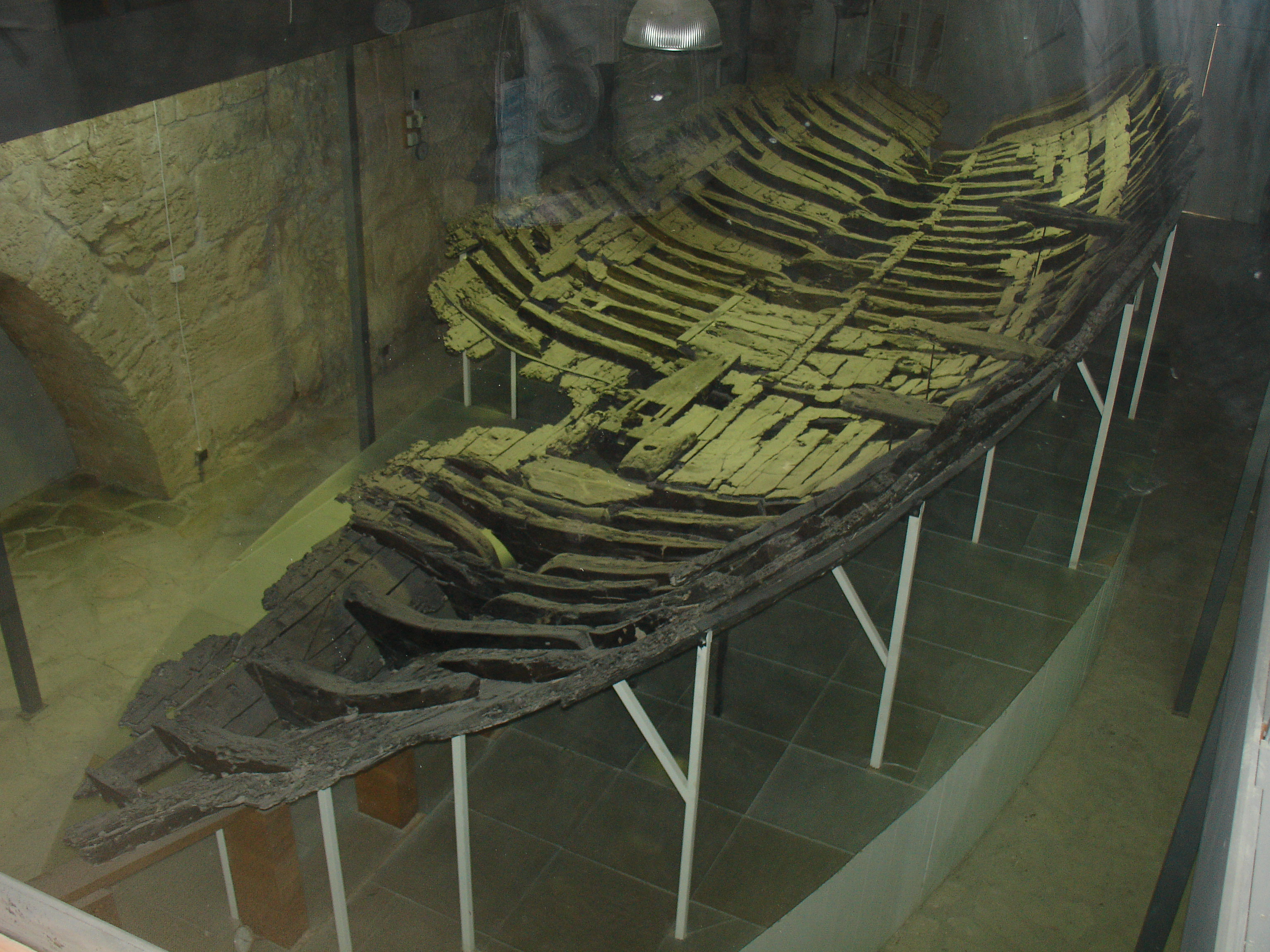

El barco de Kyrenia es un pecio de un barco mercante griego del siglo IV a. C. que naufragó cerca de la costa de Chipre. Fue descubierto por el instructor de buceo greco-chipriota Andreas Cariolou en noviembre de 1965 durante una tormenta. Los restos se conservan en el Castillo de Kyrenia.
Entre 1967 y 1974 se emprendieron excavaciones subacuáticas bajo la dirección de Michael Katzev y su esposa Susan, de la Universidad de Pensilvania. Consiguieron recuperar 404 ánforas que, según los especialistas, procedían de las islas de Rodas y Samos principalmente; así como 29 ruedas de molino, más de 10 000 almendras, algunas monedas, plomos de red de pescador, cuatro platos, cuatro cántaros y cuatro fragmentos de cuchara. También recuperaron restos del casco del barco que las transportaba, que estaba fabricado sobre todo con madera de pino pero también de cedro y roble. Los tablones estaban unidos entre sí por otras piezas de maderas más duras mediante clavos de cobre o bronce.
Los estudios del radiocarbono han permitido situar el momento de la construcción del barco en el año 389 a. C., mientras que el momento de su naufragio se sitúa unos 100 años más tarde. Sus dimensiones eran de 47 pies de eslora, 15 de manga y podía desplazar 50 toneladas. En el momento de su naufragio su carga se estima en unas 18 toneladas. Se impulsaba mediante una vela aunque también podían usarse remos en caso necesario. Se cree que estaba pintado y que tenía un gran ojo en la proa.
Entre 1982 y 1985 se construyó una réplica del barco, llamado Kyrenia 2.